# Dipturus endeavouri
Dipturus endeavouri  (лат.) — вид хрящевых рыб семейства ромбовых скатов отряда скатообразных. Обитают в тропических водах юго-западной и центрально-западной частей Тихого океанов. Встречаются на глубине до 370 м. Их крупные, уплощённые грудные плавники образуют диск в виде ромба со удлинённым и заострённым рылом. Максимальная зарегистрированная длина 36,7 см. Откладывают яйца.

## Таксономия
Впервые вид был научно описан в 2008 году. Голотип представляет собой половозрелого самца длиной 31,8 см, пойманного у берегов Квинсленда (27°46′ ю. ш. 153°51′ в. д.) на глубине 205 м. Паратипы:  неполовозрелые самцы длиной 17—32,1 см, взрослый самец длиной 31,5 см и самки длиной 30,6—35,3 см, пойманные там же на глубине 182—292 м; самки длиной 22,2—36,7 см, пойманные в водах Нового Южного Уэльса на глубине 153—200 м. Вид назван в честь исследовательского судна, в ходе экспедиций которого были собраны многие образцы фауны континентального шельфа Австралии, затонувшего в 1914 году. 

## Ареал
Эти бентопелагические скаты являются эндемиками вод Австралии (Новый Южный Уэльс, Квинсленд). Встречаются на внешнем крае континентального шельфа и в верхней части материкового склона на глубине от 110 до 370 м.

## Описание
Широкие и плоские грудные плавники этих скатов образуют ромбический диск с округлым рылом и закруглёнными краями. На вентральной стороне диска расположены 5 жаберных щелей, ноздри и рот. На длинном хвосте имеются латеральные складки. У этих скатов 2 редуцированных спинных плавника и редуцированный хвостовой плавник.
Ширина диска в 1,1—1,2 раза больше длины и равна 62—69 % длины тела. Удлинённое и заострённое рыло образует угол 79—93°. Длина удлинённого хвоста составляет 0,8—1,0 расстояния от кончика рыла до клоаки. Хвост довольно широкий. Его ширина в средней части равна 1,4—2,1 его высоты и 1,6—2,3 у основания первого спинного плавника. Расстояние от кончика рыла до верхней челюсти составляет 15—18 % длины тела и в 1,9—2,3 раза превосходит дистанцию между ноздрями. Длина головы по вентральной стороне равна 30—32 % длины тела. Длина рыла в 4,0—4,4 превосходит, а диаметр глаза равен 98—129 % межглазничного пространства. Высота первого спинного плавника в 1,3—1,7 раза больше длины его основания. Расстояние между началом основания первого спинного плавника и кончиком хвоста в 2,8—3,0 раза превосходит длину его основания и в 1,2—1,7 длину хвостового плавника. Длина задней лопасти у взрослых самцов достигает 20 % длины тела, а длина передней лопасти составляет 56—76 % длины задней. Длина птеригоподиев равна 24—26 % длины тела. Передний край дорсальной поверхности диска покрыт узкой полосок шипиков. Вентральная поверхность голая. У большинства особей в затылочной области имеется 1 шип, область маларных колючек маленькая, у самцов хвост покрыт 3 рядами колючек. У самок имеются дополнительные латеральные ряды колючек. Грудные плавники образованы 76—81 лучами. Количество позвонков 112—124. На верхней челюсти имеются 33—44 зубных рядов. Дорсальная поверхность диска коричневого цвета с областями, покрытыми тёмными и светлыми пятнышками. Вентральная поверхность бледная, без отметин. Чувствительные поры, расположенные на вентральной стороне диска, со слабой тёмной окатовкой. Максимальная зарегистрированная длина 36,7 см.

## Биология
Подобно прочим ромбовым эти скаты откладывают яйца, заключённые в жёсткую роговую капсулу с выступами на концах. Эмбрионы питаются исключительно желтком. Размер неполовозрелых самцов около 23,4 см. Длина взрослых самцов 31,5—62,1 см. Наименьшая свободноплавающая особь имела длину 17 см.

## Взаимодействие с человеком
Не являются объектом целевого промысла. Могут попадаться в качестве прилова. В ареале ведётся сезонный незначительный промысел. Международный союз охраны природы оценил охранный статус как «Близкий к уязвимому положению».